# Léon Gozlan
Léon Gozlan (Marsiglia, 1º settembre 1803 – Parigi, 1º settembre 1866) è stato uno scrittore francese.

## Biografia
Figlio di Jacob, un ricco commerciante nativo di Algeri che nel 1783 partecipò all'organizzazione, a Marsiglia, di una prima colonia ebraica, lasciò presto i suoi studi per viaggiare via mare. Descrisse le sue visite in Africa, e in particolare in Senegal, nel romanzo Pour avoir voulu imiter Robinson. Rientrato in Francia, trovò lavoro, grazie ad un amico, come cronista nel giornale parigino «Vert-Vert». Successivamente collaborò con numerosi altri giornali, come «Le Siècle» e «Le Figaro».
Léon Gozlan è conosciuto soprattutto per un libro di memorie su Honoré de Balzac, Balzac en pantoufles (online), che pubblicò nel 1856. Presidente della Società dei geni delle lettere, ha presieduto anche la Società degli autori e compositori drammatici francesi, che era stata fondata nel 1777 da Beaumarchais. 
Si dedicò anche al teatro, rappresentando drammi e commedie che riscossero successo, come nel caso della Tempête dans un verre d'eau del 1849 e della Pluie et le beau temps del 1861. Di Gozlan si ricorda anche una serie di monografie sui castelli francesi, comparse nel 1839 sotto il titolo Les tourelles (online), in seguito raggruppate in due volumi intitolati Les Chateaux de France (online).
Dal suo romanzo Histoire de 130 femmes è stato tratto il film di Raffaello Matarazzo, La nave delle donne maledette, uscito nelle sale cinematografiche nel 1953.

## Opere principali
- Le Notaire de Chantilly (1836)
- Le Médecin du Pecq (1839)
- Les Tourelles (1839)
- Aristide Froissard (1843)
- Les Nuits du Père-Lachaise (1845)
- Tempête dans un verre d'eau (1849)
- Balzac en pantoufles (1856)
- Les Émotions de Polydore Marasquin (1857)
- La Pluie et le beau temps (1861)
- Le Vampire du Val-de Grâce (1862)